# Diana Sacayán

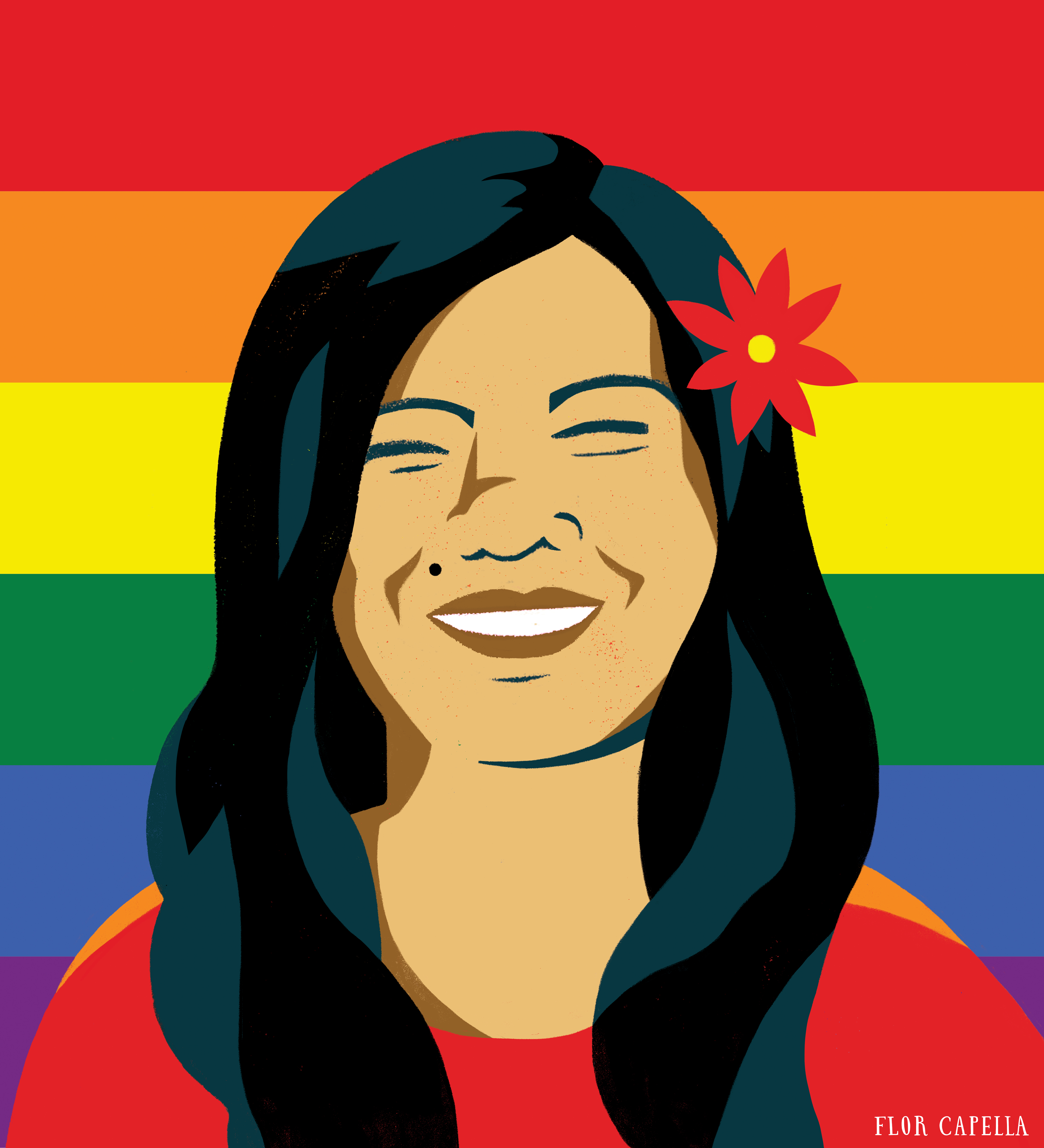
Diana Sacayán

Diana Sacayán (San Miguel de Tucumán, 31 dicembre 1975 – Buenos Aires, 11 ottobre 2015) è stata un'attivista argentina che ha combattuto per i diritti legali delle persone transgender in Argentina.

## Biografia
Amancay Diana Sacayán è nata a Tucumán il 31 dicembre 1975. I suoi antenati erano Diaguita. In giovane età, la sua famiglia si trasferì a Gregorio de Laferrère, Buenos Aires. Ha condotto una vita di povertà con i suoi 15 fratelli.

## Attivismo
Diana Sacayán si è dichiarata transgender all'età di diciassette anni. I suoi diritti umani sono stati violati diverse volte da allora. È stata arrestata più volte e in carcere si è appoggiata al Partito Comunista. Tuttavia, nel 2011, ha lasciato il Partito Comunista e ha creato l'Anti-Discrimination Movement of Liberation (MAL), un'organizzazione non governativa. Questa organizzazione stava lavorando contro ogni forma di discriminazione.
In qualità di presidente di MAL, è stata responsabile del progetto di politiche non discriminatorie nelle istituzioni sanitarie di La Matanza Partido. Questo progetto aveva lo scopo di includere le persone transgender e transessuali nel sistema sanitario. Ha anche lavorato per sensibilizzare le persone transgender e transessuali sui loro diritti. Il suo contributo attivo ha portato al riconoscimento da parte dello Stato della regolamentazione delle identità di genere percepite. Ha ribaltato i principali precedenti della Legge nazionale sull'identità di genere. Sacayán ha fatto parte del consiglio dell'Associazione internazionale di lesbiche, gay, bisessuali, trans e intersessuali e ha guidato il Movimento di liberazione contro la discriminazione in Argentina.
Nel 2012 si è candidata alla carica di Difensore civico del Partido La Matanza, diventando la prima candidata transgender per tale posizione. È stata in grado di essere uno dei tre candidati più votati in quelle elezioni. Nello stesso anno, ha ricevuto la sua carta d'identità nazionale come donna personalmente dall'ex presidente dell'Argentina, Cristina Fernández de Kirchner.

## Morte
Diana è stata brutalmente assassinata nell'ottobre 2015. Il suo omicidio ha generato scalpore e un forte impatto sociale, soprattutto nei movimenti per i diritti umani e nella comunità LGBTQ+. L'uomo che l'ha uccisa, Gabriel David Marino, è stato successivamente condannato all'ergastolo nel 2018. Per la prima volta nella storia, la giustizia argentina ha riconosciuto che l'omicidio era "un crimine d'odio contro l'identità travesti", noto come "travesticidio" o "transvesticidio" (spagnolo: travesticidio; una combinazione di "travesti" " e "omicidio"). La sentenza è stata ampiamente celebrata dagli attivisti LGBT ed è stata considerata "un altro esempio dei cambiamenti [sociali] in corso in Argentina".

## Pubblicazioni
- La gesta del nombre propio (2006), ISBN 9789871231119
- Cumbia, copeteo y lágrimas (2008), ISBN 9789871231799
- Blog de Movimiento Antidiscriminatorio de Liberación (M. A. L.)[6]